# Antoine Thoraval
Pour les articles homonymes, voir Thoraval.
Antoine Thoraval, né le 12 juillet 2001 à Caen, est un athlète français spécialiste des épreuves de sprint.

## Biographie
Il se révèle en 2023 en devenant vice-champion de France espoir du 60 mètres. Au cours de ce même hiver, il connaît sa première sélection en équipe de France espoir lors des championnats de la méditerranée à Valence au cours desquels il termine à la 4ème place sur 60m.
En 2024, il devient vice-champion de France élite en salle du 60 mètres. Il signe la 7ème meilleure performance française de tous les temps le 20 janvier 2024 à Aubière en 6 s 60.
Lors de cette même année, il est sélectionné en équipe de France avec le relais 4 × 100 m pour les championnats du monde de relais à Nassau et pour les championnats d'Europe à Rome.
En 2025, il décroche son premier titre aux championnats de France Élites en salle à Miramas sur 60m. Il est par la suite sélectionné pour les relais mondiaux à Guangzhou où il est aligné sur le 4 x 100 m mixte. Le relais termine à la 6ème place de la finale et réalise le record de France en 41 s 28

## Palmarès
| Date | Compétition                     | Lieu    | Résultat | Épreuve | Temps  |
| ---- | ------------------------------- | ------- | -------- | ------- | ------ |
| 2023 | Championnat de France espoir    | Miramas | 2e       | 60 m    | 6 s 74 |
| 2024 | Championnats de France en salle | Miramas | 2e       | 60 m    | 6 s 64 |
| 2025 | Championnats de France en salle | Miramas | 1er      | 60 m    | 6 s 62 |

## Records
| Épreuve | Temps   | Lieu           | Date            |
| ------- | ------- | -------------- | --------------- |
| 60 m    | 6 s 60  | Aubière        | 20 janvier 2024 |
| 100 m   | 10 s 32 | Heusden-Zolder | 15 juillet 2023 |